# Nova Sarai

Els dominis de l'Horda d'Or el 1389. Nova Sarai es mostra amb una estrella. Els cercles buits situen altres ciutats.

Nova Sarai (anomenada també Sarai-al-Jadid a les monedes; coneguda també com a Gran Sarai) fou una ciutat capital de l'Horda d'Or, als segles XIII, XIV i XV. Van estar entre les ciutats més grans de l'època medieval amb una població estimada de fins a 600.000 persones. Va substituir a la primitiva Sarai, coneguda com a Vella Sarai. Estava situada al modern poble de Kolobovka, anteriorment Tsarev, un jaciment arqueològic 85 km a l'est del canal d'Akhtuba a Volgograd, i a uns 180 km al nord-oest de la Vella Sarai. Els bisbes de Krutitsy van residir a Tsarev de 1261 a 1454. Fou fundada i va esdevenir capital a la segona meitat del segle xiii. Sarai és un nom persa que vol dir "palau". Hi ha també un significat alternatiu que vol dir casa (Saraa), utilitzat a Sarajevo als Balcans.
Tamerlà va saquejar Nova Sarai vers 1395, i Meñli I Giray kan de Crimea vers 1502. Nova Sarai fou finalment destruïa després del 1556 quan Ivan IV de Rússia va conquerir el Kanat d'Astracan. Després de la destrucció de Nova Sarai, Rússia va establir la ciutat-fortalesa de Tsaritsin o Tsaritsyn (avui dia Volgograd) per controlar l'àrea.
El 1623-1624, un comerciant rus, Fedot Afanasyevich Kotov, viatjava a Pèrsia pel Volga inferior hi va descriure el lloc de Nova Sarai: Aquí prop del riu Akhtuba hi havia l'Horda d'Or. La cort del Khan, els palaus, jutjats i mesquites, tots fets de pedra. Però ara tots aquests edificis s'estan desmantellant i la pedra se l'estan emportant a Astracan.
La primera vegada que s'esmenta com a Nova Sarai és en una moneda de Toktu Khan de 1310/1311. El lloc era important no sols com a seu del kan sinó per les pastures de la rodalia, i hauria sorgit com a residència d'estiu dels kans.